# 1864 في المملكة المتحدة
فيما يلي قوائم الأحداث التي وقعت خلال عام 1864 في المملكة المتحدة.

## ظهور
- 1 يناير – صديقنا المشترك رواية من تأليف تشارلز ديكنز.

## كتب
من الكتب التي صدرت هذه السنة في المملكة المتحدة:
- 1 يناير – صديقنا المشترك من تأليف تشارلز ديكنز.

## مواليد

### يناير
- 1 يناير – توماس فير هودجسون
- 1 يناير – جورج إلكوت لاعب كرة قدم بريطاني.
- 8 يناير – ألبرت فيكتور دوق كلارنس وأفوندال
- 11 يناير – وليام سبري سياسي أمريكي.
- 21 يناير – يسرائيل زانغويل كاتب بريطاني.

### فبراير
- 6 فبراير – جورج هيليارد لاعب كرة مضرب بريطاني.
- 6 فبراير – جون هنري ماكاي كاتب ألماني.
- 7 فبراير – فيبي ديفيز

### مارس
- 1 مارس – جورج اتش بريان

### أبريل
- 10 أبريل – يوجين دي ألبرت
- 19 أبريل – توماس أرنولد مؤرخ من المملكة المتحدة.

### يونيو
- 24 يونيو – ستانلي مود ضابط من المملكة المتحدة.

### يوليو
- 12 يوليو – جو ديفيز لاعب كرة قدم ويلزي.

### سبتمبر
- 14 سبتمبر – روبرت سيسيل

### أكتوبر
- 9 أكتوبر – مود واتسون لاعبة كرة مضرب من المملكة المتحدة.

### نوفمبر
- 20 نوفمبر – بيرسي كوكس
- 23 نوفمبر – بيتر ميتشيل عالم حيوان من المملكة المتحدة.

### ديسمبر
- 3 ديسمبر – جورج فريدريك تشارلز سيرل فيزيائي من المملكة المتحدة.

## وفيات

### يناير
- 23 يناير – ويليام ألن (مواليد 1792)

### فبراير
- 2 فبراير – أديلايد آن بروستر (مواليد 1825)

### يونيو
- 11 يونيو – جيمس فريدريك فيرير (مواليد 1808)
- 17 يونيو – وليم كيورتن (مواليد 1808) مستشرق من المملكة المتحدة.

### سبتمبر
- 15 سبتمبر – جون هاننج سبيك (مواليد 1827)

### نوفمبر
- 25 نوفمبر – ديفيد روبرتس (مواليد 1796) رسام من المملكة المتحدة.

### ديسمبر
- 8 ديسمبر – جورج بول (مواليد 1815)